# Rai News 24
Rai News 24 – włoska telewizja informacyjna, uruchomiona w 1999 jako kanał rozszerzający przekaz informacyjny pozostałych kanałów telewizji publicznej RAI.
Rai News 24 opiera swój content programowy głównie na postprodukcji materiałów przygotowanych przez pozostałe kanały oraz ośrodki lokalne i produkcyjne wchodzące w skaład RAI.
Telewizja zatrudnia około 130 osób. Oprócz zatrudnionych w Rzymie Rai News 24 ma do dyspozycji całą infrastrukturę i pracowników 22 ośrodków regionalnych telewizji RAI. W rzymskim newsroomie pracuje około 80 dziennikarzy, ponadto 20 reporterów pracuje w terenie, głównie w Rzymie. Reporterzy pracujący w Rzymie mają do dyspozycji 10 kamer cyfrowych, za pomocą których samodzielnie nagrywają materiał do reportaży. Kanał korzysta z korespondentów telewizji RAI prowadzących biura na całym świecie.
Program jest nadawany w trybie ciągłym, w również w nocy serwisy informacyjne są nadawane na żywo.
Codziennie odbywają się dwa kolegia: o 9:00 – planujące pracę przez cały dzień; o 19:00 – przygotowujące do serwisów nocnych i planujące już dzień następny.
Ramówka: Serwisy informacyjne nadawane są co pół godziny. Oprócz serwisów newsowych, sportowych i pogodowych Rai News24 przygotowuje programy popularnonaukowe, ekonomiczne, publicystyczne, show-biz, kulturalne i dokumentalne.
Codziennie w godzinach 19:30-21:15 nadawane są programy z regionów i programy newsowe z głównych anten RAI.

## Dyrektorzy
- 1999–2006: Roberto Morrione
- 2006–2013: Corradino Mineo
- 2013–2016: Monica Maggioni
- od 2016: Antonio Di Bella